# Robert Stevenson
Robert Stevenson, född 8 juni 1772 i Glasgow, död 12 juli 1850 i Edinburgh, var en skotsk ingenjör och uppfinnare som är mest känd för att ha konstruerat och byggt ett stort antal fyrar.

## Biografi
Robert Stevenson föddes som son till
Alan Stevenson och Jean Lillie Stevenson. Fadern, som importerade socker från Västindien, dog på ön     
Saint Kitts år 1774. 
Modern gifte om sig med Thomas Smith, som var ingenjör vid Northern Lighthouse Board, när Stevenson var 15 år gammal och familjen flyttade till Edinburgh. 
Stevenson studerade på Andersonian Institute i Glasgow och läste allt från filosofi till matematik och naturvetenskap på Edinburghs universitet men fick   ingen examen eftersom hans kunskaper i grekiska var för dåliga.
År 1799 gifte han sig med sin styvsyster Jean Smith.

## Yrkesliv
Under studietiden arbetade Stevenson  tillsammans med sin styvfar och fick ansvaret för att bygga en fyr på Little Cumbrae Island i floden Clyde. Senare övervakade han byggnationen av fyrar på Orkneyöarna samtidigt med studierna på Andersonian Institute.  Han övertog styvfaderns tjänst som ingenjör vid Northern Ligthouse Board år 1797 och tre år senare   blev han delägare i styvfaderns företag.
Stevenson är mest känd för att ha byggt Bell Rock fyr på klippan Inchcape utanför Skottlands ostkust mellan 1807 och 1810. Konstruktionen påminner om fyren Eddystone som byggdes av John Smeaton, men hade  förbättrats på flera punkter. Northern Lighthouse Board erkände Stevenson som upphavsman trots att John Rennie, som var konsult under byggnationen, i viss mån hade bidragit till konstruktionen. 
Stevenson var kvar som ingenjör hos  Northern Lighthouse Board i nära femtio år till 1842 och ritade ett och övervakade byggnationen av ett stort antal fyrar. Han förbättrade  ljuskällor och linssystem och introducerade fresnellinsen. Med roterande ljus och 
klippapparater fick varje fyr en unik signatur, något som belönades med en guldmedalj av kung Vilhelm I av Nederländerna.
Förutom arbetet för Northern Lighthouse Board var han konsult vid olika infrastrukturprojekt. Han konstruerade och ledde byggnationen av Hutcheson Bridge i Glasgow och Regent Bridge i Edinburgh och ritade flera kanaler och järnvägar, som dock aldrig byggdes.
Stevenson utnämndes till ledamot av 
Royal Society of Edinburgh år 1815 på förslag av John Barclay, John Playfair och David Brewster.
År 1824 skrev han en rapport om Storbritanniens västkust med titeln  Account of the Bell Rock Lighthouse där han beskrev hur Nordsjön eroderade kusten. Han skrev också artiklar i Encyclopædia Britannica och många vetenskapliga tidskrifter.

## Eftermäle
Robert Stevenson upptogs i Scottish Engineering Hall of Fame år 2016.